# Bernay-en-Ponthieu
Bernay-en-Ponthieu è un comune francese di 253 abitanti situato nel dipartimento della Somme, nella regione dell'Alta Francia.

## Società

### Evoluzione demografica
Abitanti censiti